# نیدمور (پنسیلوانیا)
نیدمور (به انگلیسی: Needmore) یک منطقهٔ مسکونی در ایالات متحده آمریکا است که در پنسیلوانیا واقع شده‌است. نیدمور ۱٫۱۸ کیلومتر مربع مساحت و ۱۷۰ نفر جمعیت دارد و ۱۸۹٫۸۹ متر بالاتر از سطح دریا واقع شده‌است.